# ماشین کمیته
یک ماشین کمیته نوعی از شبکه‌های عصبی مصنوعی است که از استراتژی تقسیم و غلبه استفاده می‌کند و در آن پاسخ‌های چندین شبکه عصبی (متخصص‌ها) با یکدیگر ترکیب می‌شوند تا یک پاسخ تکی تولید شود. انتظار می‌رود که پاسخ ترکیبی از ماشین کمیته، بهتر از پاسخ‌های اختصاصی متخصص‌ها باشد. این موضوع را می‌توان با یادگیری گروهی مقایسه کرد.

## انواع

### ساختارهای ثابت
در این دسته از ماشین‌های کمیته، پاسخ‌های چندین پیش‌بینی کننده (متخصص) با استفاده از یک مکانیسم ترکیب می‌شوند که با سیگنال ورودی در ارتباط نیست، بنابراین به نام استاتیک یا همان ثابت شناخته می‌شوند. این دسته شامل روش‌های زیر می باشد:
- میانگین‌گیری گروهی‌(یادگیری ماشین)

در میانگین‌گیری گروهی، خروجی‌های پیش‌بینی کننده‌های مختلف به صورت خطی ترکیب می‌شوند تا یک خروجی کلی تولید شود.
- بوستینگ

در روش بوستینگ، یک الگوریتم ضعیف به یک الگوریتمی تبدیل می‌شود که دقت آن به طور دلخواه بالا می‌رود.

### ساختارهای پویا
در این دسته دوم از ماشین‌های کمیته، سیگنال ورودی مستقیماً در فعال‌سازی مکانیزمی که خروجی‌های متخصص‌ها فرد را به یک خروجی کلی ترکیب می‌کند، مشارکت دارد. به همین دلیل این ساختار‌ها به عنوان پویا شناخته می‌شوند. دو نوع ساختار پویا وجود دارد:
- ترکیب متخصص‌ها

در ترکیب متخصص‌ها، پاسخ‌های فردی متخصص‌ها به وسیله یک شبکه گیتینگ تکی ترکیب می‌شوند.
- ترکیب سلسله‌مراتبی متخصص‌ها

در ترکیب سلسله‌مراتبی متخصص‌ها، پاسخ‌های فردی متخصص‌ها به وسیله چندین شبکه گیتینگ که به صورت سلسله‌مراتبی قرار داده شده‌اند، به صورت غیرخطی ترکیب می‌شوند.